# バーンラムン郡
座標: 北緯12度58分36秒 東経100度54分48秒 / 北緯12.97667度 東経100.91333度
バーンラムン郡（バーンラムンぐん）はタイ中部・チョンブリー県にある郡（アムプー）である。

## 歴史
バーンラムンは元々はムアンであり、地方都市であったが、1901年チョンブリー県の郡（アムプー）となった。郡庁舎はノックヤーン川のそばに置かれたが、1909年、時の郡長であったプラヤー・サッタヤーヌクーン (チューム) は郡庁舎を海岸に近いタムボン・ナークルアに移動した。
1952年10月21日郡庁舎は嵐によって完全に破壊されたため、バーンラムン学校の舎を一時的に借りた。1953年郡庁舎が再建された。

## 地理
西はバンコク湾に面し、パッタヤー・ビーチ、チョームティエン・ビーチなどのビーチが広がっている。反対に東は山がちになっている。郡内の主な水源は、マーププラチャン貯水池、チャークノーク貯水池である。
交通はタイ国鉄が通っているほか、南北に国道3号線（スクムウィット通り）が通っており北にチョンブリー、南にサッタヒープ方面とつながっている。国道331号線が南北に通っており、北にプレーンヤーオ方面、南にサッタヒープ方面とつながっている。また、国道36号線が南東に延びておりラヨーン方面とつながっている。

## 経済
郡の主要な経済は、工業、観光産業、農業、漁業である。1991年にはコンテナ港であるレムチャバン港が開港し、その後バンコク港を抜いてタイ最大の港湾となっている。

## 行政区分
郡は8のタムボンに分かれ、さらにその下位に61の村（ムーバーン）がある。郡内には特別市および自治体（テーサバーン）があり以下のようになっている。
- パッタヤー特別市・・・タムボン・ノーンプルーとタムボン・ナークルア全体およびタムボン・フワイヤイ、タムボン・プラーライの一部
- テーサバーンタムボン・バーンラムン・・・タムボン・バーンラムン、タムボン・プラーライ、タムボン・タキエンティアの一部
- テーサバーンタムボン・レームチャバン・・・タムボン・バーンラムンの一部とシーラーチャー郡の一部

また郡内には5のタムボン行政体（オンカーンボーリハーンスワンタムボン）がある。
1. タムボン・バーンラムン・・・ตำบลบางละมุง
2. タムボン・ノーンプルー・・・ตำบลหนองปรือ
3. タムボン・ノーンプラーライ・・・ตำบลหนองปลาไหล
4. タムボン・ポーン・・・ตำบลโป่ง
5. タムボン・カオマイケーオ・・・ตำบลเขาไม้แก้ว
6. タムボン・フワイヤイ・・・ตำบลห้วยใหญ่
7. タムボン・タキエンティア・・・ตำบลตะเคียนเตี้ย
8. タムボン・ナークルア・・・ตำบลนาเกลือ